# 紀信
紀 信（き しん、? - 紀元前206年?/紀元前204年?）は、中国の秦末の武将。漢の劉邦に仕えた。

## 概要
紀元前207年の鴻門の会で、劉邦が項羽から逃れた際に、樊噲・夏侯嬰・靳彊らとともに参軍として劉邦を護衛した。
紀元前204年の夏6月に、項羽率いる十万の軍勢が滎陽城の漢軍を包囲した（滎陽の戦い）。食糧が尽き落城寸前に陥った時に、陳平は劉邦に対して、紀信が劉邦に扮して楚に降服するふりをして、その隙に劉邦が逃亡する策（金蝉脱殻の計）を進言した。紀信はその献策を受け容れて、まもなく劉邦は陳平ら数十騎と共に滎陽城を脱出した。囮となった紀信は項羽によって火刑に処された。
宋代に忠佑安漢公、元代に輔徳顕忠済王、明代に忠烈侯の諡号などを贈られている。